# Кол Виње (Белуно)
Кол Виње (итал. Col Vigne) је насеље у Италији у округу Белуно, региону Венето.
Према процени из 2011. у насељу је живело 26 становника. Насеље се налази на надморској висини од 613 м.